# جرج آر. آر. مارتین
جرج ریموند ریچارد مارتین (انگلیسی: George Raymond Richard Martin؛ زادهٔ ۲۰ سپتامبر ۱۹۴۸ با نام جرج ریموند مارتین) رمان‌نویس، فیلم‌نامه‌نویس و نویسندهٔ داستان کوتاه آمریکایی است. او مؤلف مجموعهٔ رمان‌های فانتزی حماسی ترانه یخ و آتش بوده‌است که یک مجموعهٔ تلویزیونی آمریکایی مشهور نیز با نام بازی تاج‌وتخت (۲۰۱۱–۲۰۱۹) از روی این رمان‌ها اقتباس شد. برخی از منتقدان و نشریات بازی تاج‌وتخت را به‌عنوان یکی از بهترین مجموعه‌های شبکهٔ اچ‌بی‌او در تمام دوران انتخاب کرده‌اند.
در ۲۰۰۵، لو گروسمن از تایم مارتین را «تالکین آمریکا» نامید و در ۲۰۱۱، نامش در فهرست سالانهٔ ۱۰۰ شخص تأثیرگذار تایم قرار گرفت.
مارتین و هیدتاکا میازاکی با همکاری هم بازی الدن رینگ که یک اثر ماجراجویی، نقش‌آفرینی و جهان باز است را داستان‌نویسی کرده‌اند اما مارتین مسئولیت ساخت دنیا را بر عهده داشته است که لندزبیتوین (LandsBetween) یا دنیای میانه نامیده می‌شود.

## زندگی

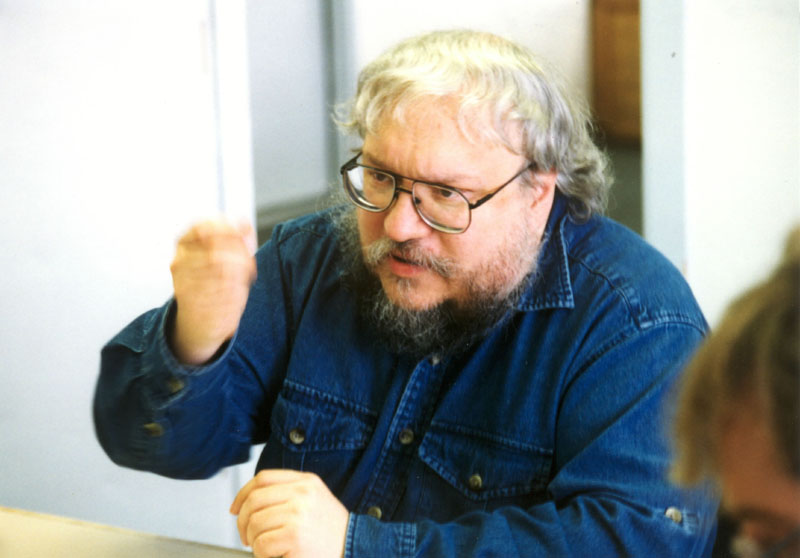
مارتین در سال ۱۹۹۸

جرج آر.آر. مارتین در ۲۰ سپتامبر ۱۹۴۸ در بایون در ایالت نیوجرسی آمریکا به دنیا آمد. خانواده‌اش از طبقهٔ کارگر بودند و در یک مجتمع مسکونی فدرال در نزدیکی لنگرگاه‌های شهر زندگی می‌کردند. او در همان‌جا به دبیرستان رفت، هرچند آن را دوست نداشت. با این وجود، مارتین بعدها می‌گوید در آن دورهٔ حیاتی بود که علاقه‌اش به سبک داستانی «ابرقهرمانی» شکل گرفت. در جوانی، عاشق کمیکهای ابرقهرمانی عصر نقره‌ای دههٔ ۶۰ بود و همهٔ آن‌ها را جمع می‌کرد. در شمارهٔ ۲۰ کمیک‌استریپ «چهار شگفت‌انگیز» نامه‌ای به چاپ رسید که مارتینِ دانش‌آموز به سردبیر آن نوشته بود. او می‌گوید توجهی که به آن نامه شد، همراه با علاقه‌اش به کمیک‌ها و فنزینهای در حال پیدایش آن عصر دست به دست هم دادند تا او راه یک نویسندهٔ حرفه‌ای را در پیش گیرد. در سال ۱۹۶۵، در حالی که مارتین هنوز یک نوجوان بود، برای داستان آماتوری ابرقهرمانیش به نام «مرد قدرت‌مند در برابر حصار آبی» برندهٔ جایزه آلی شد.
در سال ۱۹۷۰، مارتین در رشتهٔ خبرنگاری از یکی از دانشگاه‌های ایالت ایلینوی مدرک کارشناسی گرفت. یک‌سال پس از آن موفق شد از همان دانشگاه مدرک کارشناسی ارشدش را هم بگیرد.
مارتین نوشتن داستان‌های کوتاه علمی–تخیلی را از اوایل دههٔ ۱۹۷۰ آغاز کرد. اولین داستانش که نامزد دو جایزهٔ هوگو و نبیولا شد، «با صبح‌گاه، مه می‌آید» نام داشت که در سال ۱۹۷۳ در مجلهٔ آنالوگ به چاپ رسید.
با این که بیشتر کارهای او، فانتزی و وحشت محسوب می‌شوند، چندتا از کارهای اولیه‌اش در سبک علمی‌تخیلی نوشته شده‌اند و در آینده‌ای غریب به نام «هزار دنیا» یا «آدمستان» اتفاق می‌افتند. علاوه بر آن، حداقل یک اثر او در سبک سیاسی-نظامی است؛ «شب خون‌آشام‌ها» که «هری ترتل‌داو» آن را در فهرست «بهترین علمی‌تخیلی‌های نظامی» قرن بیستم قرار داد.
در دههٔ ۱۹۸۰، مارتین نوشتن برای تلویزیون را شروع کرد و همچنین به ویراستاری کتاب پرداخت. او در هالیوود، روی مجموعه‌های «Twilight Zone» و «Beauty and the Beast» کار کرد.
در سال ۱۹۸۷، فیلمی به نام «Nightflyers» از روی نولای او با همین نام ساخته شد.
مارتین در ۱۵ فوریهٔ ۲۰۱۱ طی یک جشن کوچک در خانه‌شان در سنتا فهٔ نیومکزیکو، با پاریس مک‌براید ازدواج کرد. حلقه‌های ازدواجشان را هنرمندان محلی با الهام از فرهنگ سلت ساخته و به آن‌ها هدیه دادند. دوستان محلی‌شان نیز در جشن حاضر بودند و به آن‌ها در برگزاری جشن یاری رساندند.

### ترانه یخ و آتش

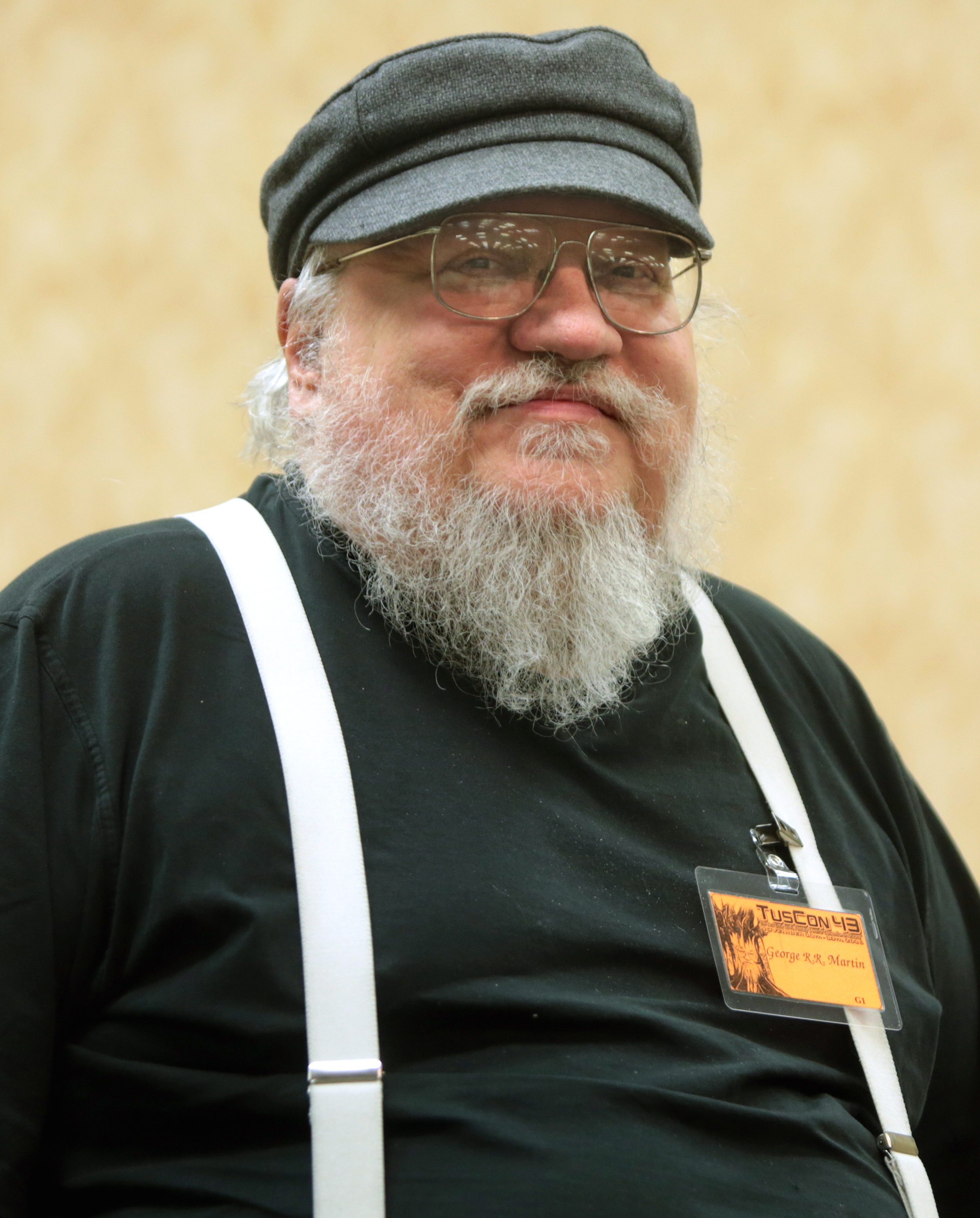
مارتین در سال ۲۰۱۶

در سال ۱۹۹۱ مارتین به رمان‌نویسی بازگشت و کاری را شروع کرد که در نهایت به مجموعهٔ فانتزیش، «ترانه یخ و آتش» بدل شد. ترانه یخ و آتش حداقل تا هفت کتاب ادامه خواهد یافت و گفته می‌شود از داستان‌هایی چون «آیوان‌هو» و «جنگ رزها» الهام گرفته. اولین کتاب این مجموعه، «بازی تاج و تخت» در سال ۱۹۹۶ منتشر شد. در نوامبر ۲۰۰۵، چهارمین کتاب مجموعه به نام «ضیافتی برای کلاغ‌ها» در صدر فهرست پرفروش‌ترین کتاب‌های «نیویورک تایمز» و «وال‌استریت جورنال» قرار گرفت. به علاوه در سال ۲۰۰۶، جشنی برای کلاغ‌ها نامزد دو جایزهٔ «کیل» و «بریتیش فانتزی» شد. «ترانه یخ و آتش» مورد تقدیر و تحسین منتقدین و خوانندگان و نویسندگان بسیاری قرار گرفته‌است.

### ساخت سریال با شبکهٔ اچ‌بی‌او
در حینی که کتاب پنجم مجموعهٔ ترانه یخ و آتش، «رقصی با اژدهایان» داشت تمام می‌شد، مارتین به شدت درگیر ساخت یک سریال تلویزیونی شد که از همین مجموعه‌اش اقتباس شده بود. نام سریال را به خاطر کتاب اول مجموعه، «بازی تاج و تخت» گذاشتند. مارتین در انتخاب تیم تهیه‌کنندگی و نوشتن دیالوگ‌ها شرکت داشت و نامش در فهرست تهیه‌کنندگان اجرایی سریال می‌آید.
در سال ۲۰۰۷، شبکهٔ اچ‌بی‌او تمام حقوق تلویزیونی مجموعهٔ ترانه یخ و آتش را خرید. «بازی تاج و تخت» در ۱۷ آوریل ۲۰۱۱ شروع به پخش کرد و تا ده قسمت یک ساعتی ادامه یافت. فصل اول سریال، رخدادهای اولین کتاب مجموعه را پوشش می‌دهد. ماه‌ها پیش از اکران اولین فصل سریال، تریلرها و تکه‌های پشت صحنه‌های زیادی از مراحل ساخت سریال در اچ‌بی‌او پخش شد و در سایت‌های اینترنتی گوناگونی در دسترس عموم قرار گرفت. این‌ها تنها بخشی از تبلیغات رسانه‌ای وسیع اچ‌بی‌او بود که برای یکی از گران‌ترین سریال‌های تلویزیون کابلیشان انجام می‌شد. هزینهٔ ساخت سریال را تنها برای اولین فصل، حدود ۵۰ تا ۶۰ میلیون دلار تخمین می‌زنند. دو هفته پیش از شروع به پخش مجموعه، ۱۴ دقیقه از اولین قسمت سریال پخش شد تا انتظارات را همچنان بیشتر بالا ببرند. پس از آن که نظرات مثبت بینندگان از سراسر دنیا سرازیر شد و اولین قسمت به بیش از ۴٫۲ میلیون بیننده در آمریکا دست یافت، تنها دو روز پس از شروع پخش سریال، اچ‌بی‌او اعلام کرد که دومین فصل «بازی تاج و تخت» نیز کلید خورده‌است. تا پایان آن هفته، ۹ میلیون نفر اولین قسمت را تماشا کرده بودند. چیز زیادی از پایان پخش فصل اول نگذشته بود، که اعلام شد سریال نامزد ۱۳ جایزهٔ امی شده، از جمله بهترین سریال درام و بهترین بازیگر نقش مکمل.

## گزیدهٔ کتاب‌شناسی
- مرگ نور (۱۹۷۷)
- رؤیای تب‌آلود (۱۹۸۲)
- آتش و خون (۲۰۱۸)
- مجموعهٔ ترانه یخ و آتش:
  - بازی تاج و تخت (۱۹۹۶)
  - نبرد پادشاهان (۱۹۹۸)
  - طوفان شمشیرها (۲۰۰۰)
  - ضیافتی برای کلاغ‌ها (۲۰۰۵)
  - رقصی با اژدهایان (۲۰۱۱)
  - پرنسس و ملکه (۲۰۱۳)
  - بادهای زمستان (آینده)
  - رؤیایی از بهار (آینده)